# اليكسي سميرنوف
اليكسي سميرنوف (بالروسية: Алексей Сергеевич Смирнов)‏ هو لاعب هوكي الجليد روسي، ولد في 28 يناير 1982 في تفير في روسيا.

## وصلات خارجية
- اليكسي سميرنوف على موقع دوري الهوكي الوطني (الإنجليزية)
- اليكسي سميرنوف على موقع قاعة مشاهير الهوكي (لاعب أن.إتش.أل) (الإنجليزية)
- اليكسي سميرنوف على موقع EliteProspects.com (الإنجليزية)
- اليكسي سميرنوف على موقع Eurohockey.com (الإنجليزية)
- اليكسي سميرنوف على موقع HockeyDB.com (الإنجليزية)
- اليكسي سميرنوف على موقع Hockey-Reference.com (الإنجليزية)